# HMS Hibernia (1905)
O HMS Hibernia foi um couraçado pré-dreadnought operado pela Marinha Real Britânica e a oitava e última embarcação da Classe King Edward VII. Sua construção começou em janeiro de 1904 no Estaleiro Real de Devonport e foi lançado ao mar em junho do ano seguinte, sendo comissionado na frota britânica em janeiro de 1907. Era armado com uma bateria principal composta por quatro canhões de 305 milímetros montados em duas torres de artilharia duplas, possuía um deslocamento de mais de dezessete mil toneladas e alcançava uma velocidade máxima de dezoito nós.
O Hibernia teve um início de carreira relativamente tranquilo, servindo na Frota do Atlântico, Frota do Canal e Frota Doméstica. Em 1912 ele e seus irmãos atuaram no Mar Mediterrâneo durante a Primeira Guerra Balcânica. A Primeira Guerra Mundial começou em 1914 e o navio passou a maior parte do conflito realizando patrulhas pelo Mar do Norte como parte da Grande Frota, mas brevemente serviu na Campanha de Galípoli no final de 1915. Foi tirado de serviço no final de 1917 e usado como alojamento flutuante, sendo descartado em 1919 e desmontado três anos depois.